# Fossarus bellus
Fossarus bellus är en snäckart som beskrevs av Dall 1889. Fossarus bellus ingår i släktet Fossarus och familjen Planaxidae. Inga underarter finns listade i Catalogue of Life.